# Nannoscincus
Nannoscincus – rodzaj jaszczurek z podrodziny Eugongylinae w rodzinie scynkowatych (Scincidae).

## Zasięg występowania
Rodzaj obejmuje gatunki występujące na Nowej Kaledonii. 

## Systematyka

### Etymologia
Nannoscincus: gr. ναννος nannos „karzeł”; σκιγκος skinkos lub σκιγγος skingos „rodzaj jaszczurki, scynk”.

### Podział systematyczny
Do rodzaju należą następujące gatunki: 
- Nannoscincus exos
- Nannoscincus fuscus
- Nannoscincus garrulus
- Nannoscincus gracilis
- Nannoscincus greeri
- Nannoscincus hanchisteus
- Nannoscincus humectus
- Nannoscincus koniambo
- Nannoscincus manautei
- Nannoscincus mariei
- Nannoscincus rankini
- Nannoscincus slevini